# Oreodera tijuca
Oreodera tijuca là một loài bọ cánh cứng trong họ Cerambycidae.